# Campeonato Mundial de Atletismo de 2022 - Salto triplo masculino
A competição do salto triplo masculino no Campeonato Mundial de Atletismo de 2022 foi realizada no estádio Hayward Field, em Eugene, nos Estados Unidos, entre os dias 21 e 23 de julho de 2022.

## Recordes
Antes da competição, os recordes eram os seguintes:
| Recorde mundial                               | Jonathan Edwards (GBR)     | 18.29 | Gotemburgo, Suécia   | 7 de agosto de 1995   |
| Recorde do campeonato                         | Jonathan Edwards (GBR)     | 18.29 | Gotemburgo, Suécia   | 7 de agosto de 1995   |
| Recorde do ano                                | Jordan Díaz (CUB)          | 17.87 | Nerja, Espanha       | 26 de junho de 2022   |
| Recorde da África                             | Hugues Fabrice Zango (BUR) | 18.07 | Aubière, França      | 16 de janeiro de 2021 |
| Recorde da Ásia                               | Li Yanx (CHN)              | 17.59 | Jinan, China         | 26 de outubro de 2009 |
| Recorde da América do Norte, Central e Caribe | Christian Taylor (USA)     | 18.21 | Pequim, China        | 27 de agosto de 2015  |
| Recorde da América do Sul                     | Jadel Gregório (BRA)       | 17.90 | Belém, Brasil        | 20 de maio de 2007    |
| Recorde da Europa                             | Jonathan Edwards (GBR)     | 18.29 | Gotemburgo, Suécia   | 7 de agosto de 1995   |
| Recorde da Oceania                            | Ken Lorraway (AUS)         | 17.46 | Londres, Reino Unido | 7 de agosto de 1982   |

Os seguintes recordes mundiais ou olímpicos foram estabelecidos durante esta competição:
| Data        | Evento | Atleta               | Distância | Notas               |
| ----------- | ------ | -------------------- | --------- | ------------------- |
| 23 de julho | Final  | Pedro Pichardo (POR) | 17.95 m   | Melhor marca do ano |

## Medalhistas
| Ouro                 | Prata                      | Bronze           |
| Pedro Pichardo (POR) | Hugues Fabrice Zango (BUR) | Zhu Yaming (CHN) |

## Tempo de qualificação
| Tempo de qualificação |
| --------------------- |
| 17.14 m               |

## Calendário
| Data        | Horário | Fase         |
| ----------- | ------- | ------------ |
| 21 de julho | 18:20   | Qualificação |
| 23 de julho | 18:00   | Final        |

Todos os horários estão no horário local (UTC-7)

## Resultados

### Qualificação
Qualificação: 17,05 m (Q) ou as 12 melhores performances (q). 
| Pos. | Grupo | Atleta                              | Nacionalidade  | Tentativa | Tentativa | Tentativa | Marca | Notas |
| Pos. | Grupo | Atleta                              | Nacionalidade  | 1         | 2         | 3         | Marca | Notas |
| ---- | ----- | ----------------------------------- | -------------- | --------- | --------- | --------- | ----- | ----- |
| 1    | A     | Pedro Pichardo                      | Portugal       | 17.16     |           |           | 17.16 | Q     |
| 2    | B     | Hugues Fabrice Zango                | Burquina Fasso | 16.72     | 17.15     |           | 17.15 | Q     |
| 3    | B     | Emmanuel Ihemeje                    | Itália         | 17.03     | -         | 17.13     | 17.13 | Q,    |
| 4    | A     | Zhu Yaming                          | China          | 17.08     |           |           | 17.08 | Q     |
| 5    | B     | Lázaro Martínez                     | Cuba           | 16.97     | 17.06     |           | 17.06 | Q     |
| 6    | B     | Jean-Marc Pontvianne                | França         | x         | 16.95     | x         | 16.95 | q     |
| 7    | A     | Andrea Dallavalle                   | Itália         | 16.86     | 16.75     | -         | 16.86 | q     |
| 8    | A     | Donald Scott                        | Estados Unidos | x         | 16.74     | 16.84     | 16.84 | q     |
| 9    | A     | Almir dos Santos                    | Brasil         | 16.32     | 16.52     | 16.71     | 16.71 | q     |
| 10   | B     | Will Claye                          | Estados Unidos | 15.98     | 16.25     | 16.70     | 16.70 | q     |
| 11   | B     | Tiago Pereira                       | Portugal       | x         | 16.69     | 16.56     | 16.69 | q     |
| 12   | A     | Eldhose Paul                        | Índia          | 16.12     | 16.68     | 16.34     | 16.68 | q     |
| 13   | A     | Max Heß                             | Alemanha       | 16.64     | 15.69     | 16.56     | 16.64 |       |
| 14   | B     | Enzo Hodebar                        | França         | 16.64     | x         | x         | 16.64 |       |
| 15   | B     | Tobia Bocchi                        | Itália         | 16.58     | x         | 16.20     | 16.58 |       |
| 16   | B     | Chris Benard                        | Estados Unidos | x         | x         | 16.53     | 16.53 |       |
| 17   | A     | Praveen Chithravel                  | Índia          | x         | 16.30     | 16.49     | 16.49 |       |
| 18   | A     | Christian Taylor                    | Estados Unidos | 16.17     | 16.48     | 16.44     | 16.48 |       |
| 19   | B     | Abdulla Aboobacker Narangolintevida | Índia          | 15.92     | 16.45     | 16.44     | 16.45 |       |
| 20   | A     | Jordan Scott                        | Jamaica        | x         | x         | 16.42     | 16.42 |       |
| 21   | A     | Andy Eugenio Hechavarría            | Cuba           | x         | 16.02     | 16.39     | 16.39 |       |
| 22   | A     | Jah-Nhai Perinchief                 | Bermudas       | 16.38     | x         | 16.26     | 16.38 |       |
| 23   | A     | Pablo Torrijos                      | Espanha        | x         | 16.32     | x         | 16.32 |       |
| 24   | B     | Mateus de Sá                        | Brasil         | 16.04     | 16.03     | x         | 16.04 |       |
| 25   | A     | Benjamin Compaoré                   | França         | x         | 16.03     | x         | 16.03 |       |
| 26   | A     | Ben Williams                        | Grã-Bretanha   | x         | x         | 15.98     | 15.98 |       |
| 27   | B     | Chengetayi Mapaya                   | Zimbabwe       | x         | 15.75     | x         | 15.75 |       |
|      | B     | Alexsandro Melo                     | Brasil         | x         | x         | x         | NM    |       |
|      | B     | Fang Yaoqing                        | China          |           |           |           |       | DNS   |

### Final
A final ocorreu dia 23 de julho às 18:00. 
| Pos.              | Atleta               | Nacionalidade  | Tentativa | Tentativa | Tentativa | Tentativa | Tentativa | Tentativa | Marca | Notas                |
| Pos.              | Atleta               | Nacionalidade  | 1         | 2         | 3         | 4         | 5         | 6         | Marca | Notas                |
| ----------------- | -------------------- | -------------- | --------- | --------- | --------- | --------- | --------- | --------- | ----- | -------------------- |
| Medalha de ouro   | Pedro Pichardo       | Portugal       | 17.95     | 17.92     | 17.57     | –         | x         | 17.51     | 17.95 | Melhor marca do ano  |
| Medalha de prata  | Hugues Fabrice Zango | Burquina Fasso | 17.55     | 16.95     | 17.38     | 17.14     | x         | 17.49     | 17.55 | Recorde da temporada |
| Medalha de bronze | Zhu Yaming           | China          | 17.00     | 17.31     | x         | 16.98     | x         | 16.85     | 17.31 | Recorde da temporada |
| 4                 | Andrea Dallavalle    | Itália         | 17.25     | 17.16     | –         | 17.12     | x         | x         | 17.25 |                      |
| 5                 | Emmanuel Ihemeje     | Itália         | x         | 17.03     | 16.69     | 16.81     | 16.71     | 17.17     | 17.17 |                      |
| 6                 | Donald Scott         | Estados Unidos | 17.14     | x         | 16.79     | 16.98     | 17.04     | 16.94     | 17.14 |                      |
| 7                 | Almir dos Santos     | Brasil         | x         | 16.69     | 16.87     | x         | 16.38     | 13.26     | 16.87 |                      |
| 8                 | Jean-Marc Pontvianne | França         | x         | x         | 16.86     | x         | x         | x         | 16.86 |                      |
| 9                 | Eldhose Paul         | Índia          | 16.37     | 16.79     | 13.86     |           |           |           | 16.79 |                      |
| 10                | Tiago Pereira        | Portugal       | x         | 16.69     | 16.59     |           |           |           | 16.69 |                      |
| 11                | Will Claye           | Estados Unidos | x         | x         | 16.54     |           |           |           | 16.54 |                      |
| 99                | Lázaro Martínez      | Cuba           | x         | x         | x         |           |           |           | NM    |                      |

Legenda
| Recorde mundial       | Recorde mundial (World record)               |                       | Recorde africano                      | Recorde africano (African) |                                           | Q | Classificado por posição (Qualified) |
| Recorde do campeonato | Recorde do campeonato (Championship record)  | Recorde da América    | Recorde da América (Americas)         | q                          | Classificado por melhor tempo (Qualified) |   |                                      |
| Melhor marca do ano   | Melhor marca do ano (World leading)          | Recorde asiático      | Recorde asiático (Asian)              | DNS                        | Não largou (Did not start)                |   |                                      |
| Recorde nacional      | Recorde nacional (National record)           | Recorde europeu       | Recorde europeu (European)            | DNF                        | Não terminou (Did not finish)             |   |                                      |
| Recorde pessoal       | Recorde pessoal do atleta (Personal best)    | Recorde da Oceania    | Recorde da Oceania (Oceania)          | DSQ / DQ                   | Desclassificado (Disqualified)            |   |                                      |
| Recorde da temporada  | Recorde da temporada do atleta (Season best) | Recorde sul-americano | Recorde sul-americano (South America) | NM                         | Sem marca (No mark)                       |   |                                      |